# Versklavung von Weißen

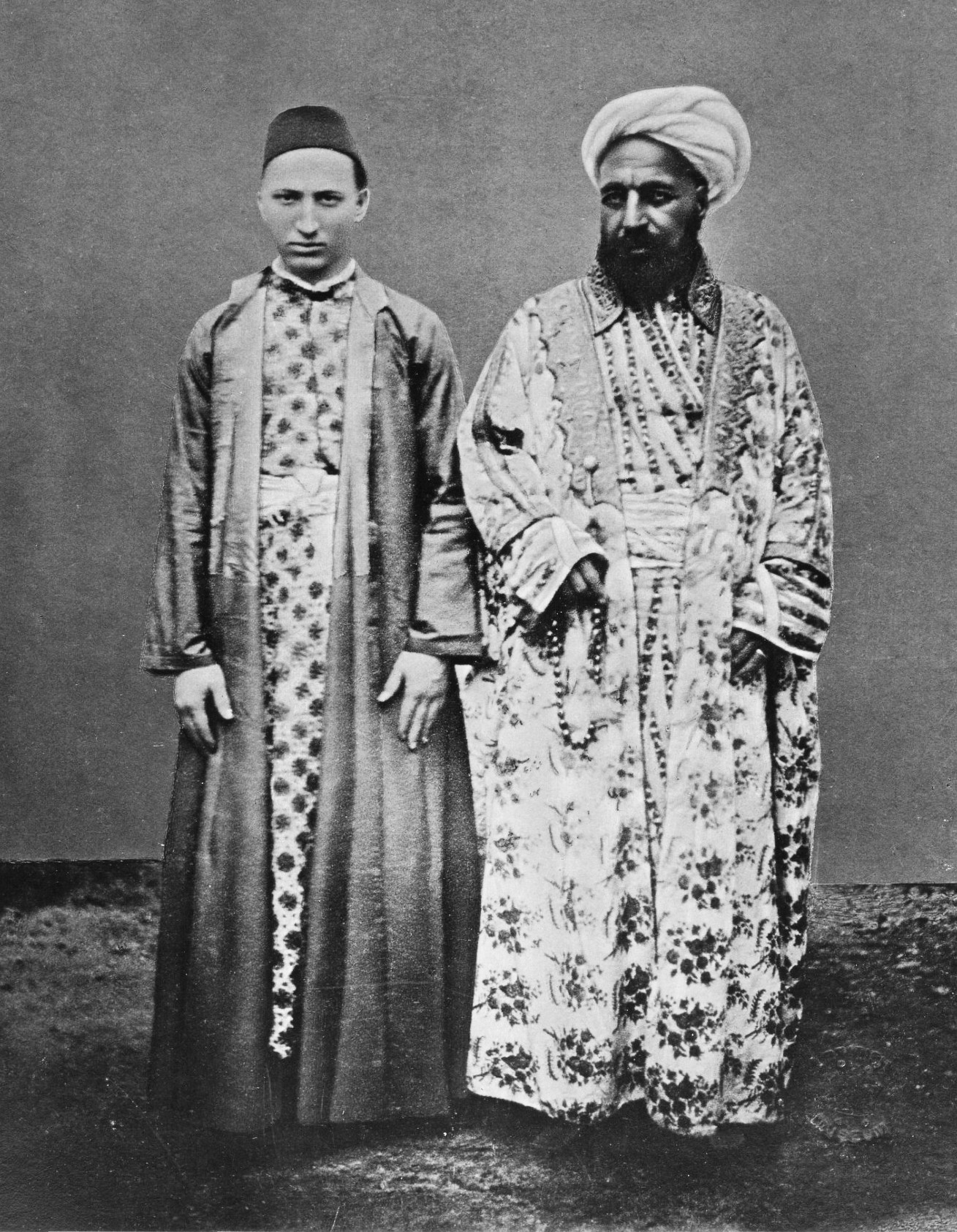
Vornehmer Kaufmann mit seinem cirkassischen Sklaven von Christiaan Snouck Hurgronje, um 1888, ein mekkanischer Händler (rechts) und sein tscherkessischer Sklave

Die Versklavung von Weißen bezeichnet den Sklavenhandel mit Menschen weißer Hautfarbe.
Im Unterschied zum transatlantischen Sklavenhandel, bei dem Weiße als Sklavenhändler auftraten, waren weiße Europäer insbesondere beim mediterranen Sklavenhandel in der Rolle der Versklavten.
Der Ausdruck „weiße Sklaverei“ (engl. White Slavery) wurde von dem US-amerikanischen Politiker Charles Sumner 1847 verwendet, um die Versklavung europäischer Christen durch moslemische Piraten der Barbareskenstaaten und vor allem in Algier, der Hauptstadt des osmanischen Algeriens, zu beschreiben.
Der Begriff White Slave Traffic wurde zu Beginn des 20. Jahrhunderts verwendet, als die meisten europäischen Länder 1904 in Paris ein internationales Abkommen zur Unterdrückung des Menschenhandels unterzeichneten.

## Geschichte

### Antike
Die ersten Erscheinungsformen von Sklaverei und sklavereiähnlichen Strukturen, denen Menschen weißer Hautfarbe zum Opfer fielen, gab es bereits in der Antike. Sklaven waren Gefangene oder Besiegte. Eine der bekanntesten Erwähnungen der Sklaverei in der Antike findet sich bei Homer in der Ilias, die den Kampf der Griechen gegen Troja beschreibt. Nachdem die Griechen Troja erobert hatten, wurde der überlebende Teil der Bevölkerung versklavt.
Infolge der Eroberung Thebens durch Alexander den Großen wurden 30.000 Menschen versklavt. Umschlagplatz für die Sklaverei im antiken Griechenland war unter anderem Kreta. Betreffend Sklaverei im Römischen Reich wurden nach Livius, als die Römer im Jahr 396 vor Christus die etrurische Stadt Veii eroberten, alle Einwohner versklavt. Bei der Vernichtung Karthagos im Dritten Punischen Krieg wurden 50.000 Menschen versklavt. Anfänglich sah das römische Recht außerdem die Möglichkeit des Gläubigers vor, den säumigen oder zahlungsunfähigen Schuldner zu versklaven. Diese Möglichkeit wurde jedoch sehr schnell abgeschafft.

### Mittelalter
Sklaverei gab es auch vom Mittelalter bis zur Neuzeit und war im Osmanischen Reich und in Europa bis in die frühe Neuzeit präsent. Im Feudalismus gab es unter den Zinsbauern verschiedene Formen von Status, die als Leibeigenschaft bekannt sind (wie beispielsweise Bordar, Villein, fahrendes Volk und Sklave), die als Eigentum gekauft und verkauft werden konnten und von ihren Inhabern Arbeit und Brandzeichnungen unterlagen. Unter muslimischer Herrschaft wurden die ostafrikanischen Sklavengeschäfte, zu denen auch europide Gefangene gehörten, oft durch Überfälle in europäische Territorien angeheizt oder als Kinder in Form einer Knabenlese aus den Familien von Bürgern eroberter Territorien genommen, um dem Imperium verschiedene Funktionen zu erfüllen. Mitte des 19. Jahrhunderts wurde der Begriff „weiße Sklaverei“ verwendet, um die christlichen Sklaven zu beschreiben, die in Barbareskenstaaten im Sklavenhandel verkauft wurden.

### Moderne und Postmoderne
Moderne Erscheinungsformen der Sklaverei sind Menschenhandel zum Zwecke der sexuellen Ausbeutung oder der Ausbeutung der Arbeitskraft.

## Weißer Sklavenhandel

### Slawische Sklaverei

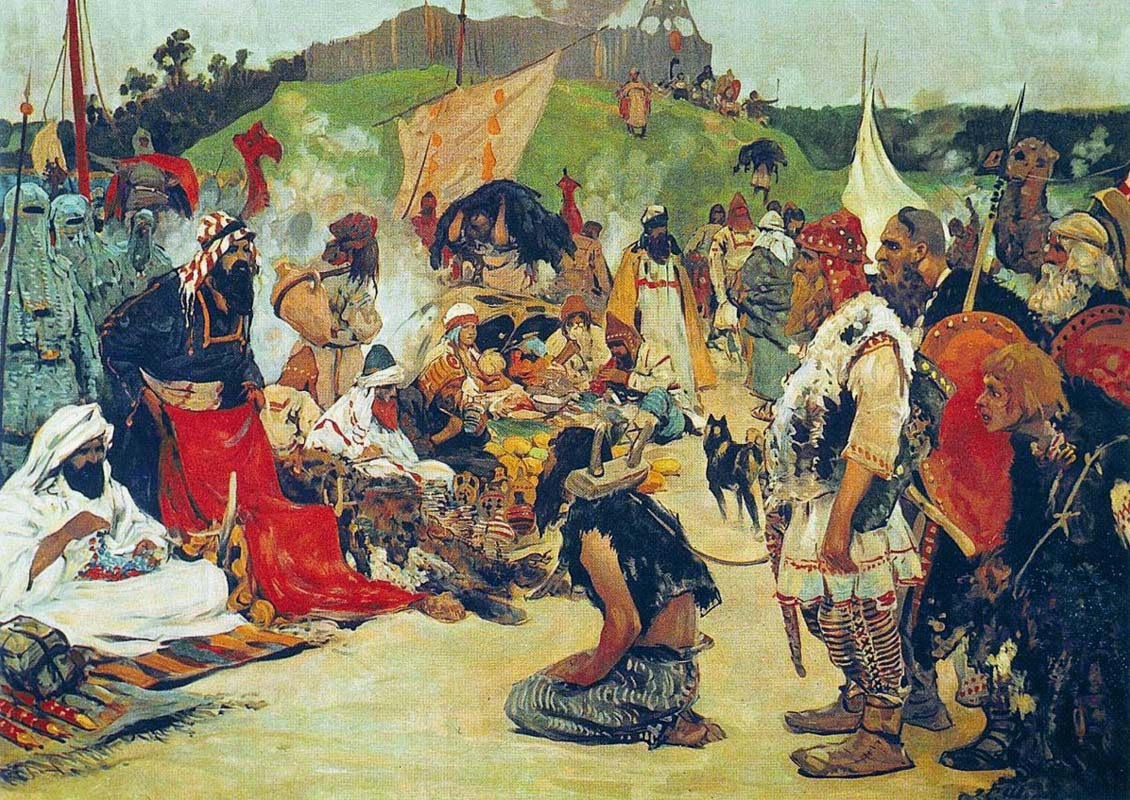
Die Rus verkaufen den Khasaren einen Sklaven: Handel in ostslawischen Lagern von Sergei Ivanov (1913)

Die Wolga-Handelsroute wurde von den Warägern (Wikingern) gegründet, die sich im frühen 9. Jahrhundert im Nordwesten Russlands niederließen. Etwa 10 km südlich der Mündung des Wolchow in den Ladogasee gründeten sie eine Siedlung namens Ladoga (Altnordisch: Aldeigjuborg). Sie verband Nordeuropa und Nordwestrussland über die Wolga mit dem Kaspischen Meer. Die Rus nutzten diese Route für den Handel mit muslimischen Ländern am Südufer des Kaspischen Meeres, die manchmal bis nach Bagdad vordrang. Die Route funktionierte gleichzeitig mit der Handelsroute Dnepr, besser bekannt als die Handelsroute von den Warägern zu den Griechen, und verlor im 11. Jahrhundert an Bedeutung.
Saqāliba bezog sich auf slawische Sklaven, die an den Küsten Europas oder in Kriegen entführt wurden, sowie auf weiße Söldner in der mittelalterlichen muslimischen Welt, im Nahen Osten, in Nordafrika, Sizilien und Al-Andalus. Saqāliba mussten auf vielfältige Weise dienen: Diener, Harem-Konkubinen, Eunuchen, Handwerker, Soldaten und als Wächter des Kalifen. In Iberien, Marokko, Damaskus und Sizilien kann ihre militärische Rolle mit der von den Mamluken im Osmanischen Reich verglichen werden. In Spanien waren slawische Eunuchen so beliebt und weit verbreitet, dass sie gleichbedeutend mit Saqāliba wurden.

### Khanat der Krim
In der Zeit des Khanats der Krim führte die Krim-Bevölkerung häufig Überfälle auf die Donaufürstentümer, Polen-Litauen und Moskau durch. Für jeden Gefangenen erhielt der Khan einen festen Anteil (savğa) von 10 oder 20 Prozent. Die Kampagnen der Krimstreitkräfte wurden in „Sefers“ kategorisiert, Militäreinsätze, die von den Khans selbst geführt wurden, und çapuls, Razzien, die von Gruppen von Adligen durchgeführt wurden, manchmal illegal, weil sie gegen Verträge verstießen, die von den Khans mit benachbarten Herrschern geschlossen wurden. Bis zum frühen 18. Jahrhundert unterhielt das Khanat einen massiven Sklavenhandel mit dem Osmanischen Reich und dem Nahen Osten. Caffa war einer der bekanntesten und bedeutendsten Handelshäfen und Sklavenmärkte. Krimtatarische Räuber versklavten im Zeitraum zwischen 1500 und 1700 zwischen einer und zwei Millionen Menschen aus Russland und Polen-Litauen. Im Jahr 1769 wurden bei einem letzten großen Tatarenangriff 20.000 russische und ruthenische Sklaven gefangen genommen.